# Nehi
Nehi és un refresc aromatitzat originari dels Estats Units. Va ser introduït el 1924 per Chero-Cola/Union Bottle Works, fundat per Claud A. Hatcher, un botiguer de queviures de Columbus, Geòrgia, el qual va començar a embotellar ginger ale i racinette el 1905.

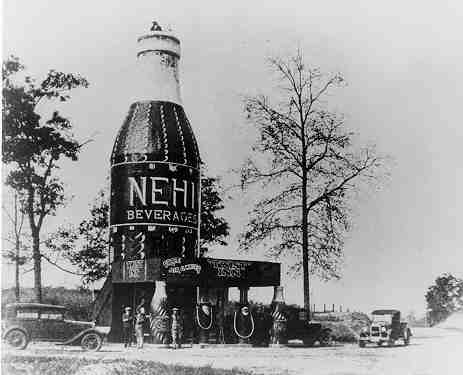
Ampolla de Nehi

El nom "Nehi Corporation" es va començar a utilitzar el 1928, després que els refrescs Nehi es fessin populars. L'any 1955, l'empresa va canviar el seu nom a Royal Crown Company, després de l'èxit de RC Cola. L'abril del 2008, Nehi es va convertir en una marca de Dr. Pepper Snapple Group (ara coneguda com a Keurig Dr. Pepper).

## Història
L'empresa Chero-Cola va afegir Nehi Cola a la seva línia de refrescs el 1924 a fi d'oferir una varietat més àmplia de sabors, ja que es venia de taronja, raïm, racinette i préssec. Aquetsa marca va tenir un èxit instantani i va vendre més que Chero-Cola.
El 1928 l'empresa va canviar el seu nom a Nehi Corporation i va ser cotitzada a la borsa d'American Stock Exchange. El 1930, a conseqüència de la Gran Depressió, les xifres de vendes de Nehi Corporation van caure en 1 milió de dòlars respecte a l'any anterior, on es van vendre 3,7 milions de dòlars. Les vendes van continuar baixant fins al 1932, l'únic any en què l'empresa va perdre diners.
El 1933, quan el negoci tot just començava a estabilitzar-se es va produir una altra tragèdia. Claud A. Hatcher, president de l'empresa, va morir sobtadament el 31 de desembre de 1933. Aquest va ser substituït per HR Mott, vicepresident de la Nehi Corporation durant els anys anteriors, el qual havia estat associat a l'empresa el 1920. Com a nou president, va ser rebut amb una gran quantitat de deutes, llavors va ser quan va actualitzar les operacions, va obtenir pròrrogues de crèdit i va retallar despeses. En un any, Nehi ja estava lliure de deutes.
El 1955, quan RC Cola es va convertir en el producte més venut que oferia l'empresa, la Corporació Nehi va canviar el seu nom a Royal Crown Company. L'abril de 2008, el Dr. Pepper Snapple Group va comprar la marca Nehi cola.